# Media Capital
A Media Capital é um dos principais conglomerados de média em Portugal. O foco do grupo é na área televisiva, onde detém o canal generalista TVI, que é o canal televisivo mais visto em Portugal.
O grupo também detém os canais V+TVI, TVI Reality, TVI Internacional e TVI24, que passou a designar-se como CNN Portugal a 22 de novembro de 2021. Noutras áreas, é dono da MCM (Media Capital Multimedia), cujo principal activo é o IOL, e também está presente em outros negócios relacionados com o sector de média, tais como a produção de conteúdos para televisão, assegurada pela multinacional Plural Entertainment, a edição discográfica, a realização de eventos musicais e culturais (Farol) e a distribuição de direitos cinematográficos (Castello Lopes Multimedia).

## História
O Grupo Media Capital foi criado em 1992, com a sua atividade assente maioritariamente na área de imprensa, iniciada em 1989, com o jornal O Independente.
Em 1997, a atividade do Grupo expandiu-se, com a aquisição da Rádio Comercial e Nostalgia. Entre 1998 e 1999 é adquirida a quase totalidade do capital da TVI, altura em que a estação começa a melhorar a sua rentabilidade de forma significativa. Entre 1999 e 2003 o Grupo expandiu as suas operações de rádio, entrou no mercado de publicidade em Outdoor (negócio que alienou no final de 2007) e lançou a sua área de Internet, com a criação do portal IOL em 2000.
A entrada no capital do Grupo na NBP em 2001, e o seu controlo no ano seguinte, consolidou o negócio de televisão como um todo, com a aposta estratégica na ficção portuguesa como conteúdo televisivo de sucesso da programação da TVI. Em 2003, a Media Capital entrou na área da distribuição cinematográfica (através de uma parceria com a Castello Lopes) e da edição discográfica com a criação da MC Entertainment e a aquisição da Farol Música.
O ano de 2004 marcou o início de uma nova fase na vida do Grupo com a entrada da empresa em bolsa e o consequente aumento de visibilidade. Em 2005, o Grupo PRISA tomou uma importante participação no Grupo, tendo passado a assumir a sua gestão executiva desde então. Em 2007, e na sequência de duas OPA’s, o Grupo PRISA passou a deter a quase totalidade do capital da empresa.
No ano de 2008, a Media Capital alienou a área de imprensa à Progresa (empresa do Grupo Prisa) e, no final do ano, adquiriu a Plural Espanha que, juntamente com a NBP, deu origem à Plural Entertainment, uma das maiores produtoras internacionais em língua Portuguesa e Espanhola, reforçando assim a sua forte aposta na produção e distribuição de conteúdos diferenciadores e de qualidade.
Em 2020, a Prisa, que detinha 94,69% do grupo, vende 30,22% da sua participação na empresa à Pluris Investments de Mário Ferreira por 10,5 milhões de euros.
Mais tarde, nesse ano, a Prisa anunciou a venda do restante capital da sua participação na empresa, deixando assim de ser acionista do grupo. Cerca de 2,5% do grupo foi adquirido pela empresa DoCasal Investimentos, que é controlada maioritariamente pela apresentadora Cristina Ferreira.
Em maio de 2021, o Grupo Media Capital e a CNN celebraram um memorando de entendimento para um acordo de licenciamento que previa a criação da CNN Portugal, que viria a nascer em novembro do mesmo ano, substituindo a TVI24.
No dia 31 de maio de 2022, a Media Capital finalizou a venda total da Media Capital Radios (Rádio Comercial, M80, Cidade FM, Smooth FM, Vodafone FM) por 69,6 milhões de euros à Bauer Media Group, saindo assim do mercado radiofónico e focando-se principalmente na área televisiva. Esta operação permitiu, durante o ano de 2022, a redução da dívida da Media Capital de 79,9 M€ para 21,2 M€, assim como obter um lucro de 36,7 M€, após ter apresentado um prejuizo de 4,1M€ em 2021.

## Estrutura accionista
O capital social da Media Capital em 29 de dezembro de 2023 era de cerca de 89,5 milhões de euros, repartidos aproximadamente da seguinte forma:
 Atualizado em 29 de dezembro de 2023
| Entidade                                   | % de capital |
| ------------------------------------------ | ------------ |
| Pluris Investments, S.A.                   | 35,38%       |
| Triun, SGPS, S.A.                          | 23%          |
| Biz Partners                               | 11,9725%     |
| CIN – Corporação Industrial do Norte, S.A. | 11,20%       |
| Zenithodyssey, Lda.                        | 10%          |
| Fitas & Essências, Lda.                    | 3%           |
| DoCasal Investimentos, Lda.                | 2,5%         |

## Direções da Media Capital

### Conselho de Administração
- Mário Ferreira - Presidente do Conselho de Administração
- Paulo Gaspar - Vice-presidente do Conselho de Administração
- Pedro Morais Leitão - Administrador-Delegado
- Vogais: Cristina Ferreira, Avelino Gaspar, João Serrenho, Miguel Osório Araújo, Rui Freitas e Paula Ferreira.

### Direções da Media Capital
- Paulo Lourenço - CRO (Chief Revenue Officer) da Media Capital
- Piet-Hein Bakker - Diretor-Geral da Plural Entretainment
- José Eduardo Moniz - Diretor-Geral da TVI e Diretor-Geral do V+
- Hugo Andrade - Diretor-Geral Adjunto da TVI e Diretor de Programas do V+
- Cristina Ferreira - Administradora Executiva da Média Capital Digital e Diretora de Entretenimento e Ficção da TVI
- Ricardo Tomé - Diretor da Media Capital Digital
- Nuno Santos - Diretor de Informação da TVI, Diretor de Informação do V+ e Diretor da CNN Portugal

## Propriedades
A Media Capital detém no momento, de entre outros, os seguintes títulos/marcas:
TV
- TVI
- TVI Internacional
- V+
- TVI Reality
- Plural Entertainment
- CNN Portugal

Internet
- IOL
- MaisFutebol
- Selfie
- AutoPortal

Música
- FAROL

Cinema e Vídeo
- CLMC